# Omron
Omron korporacija (オムロン株式会社 Omuron Kabushiki-gaisha) (: ) je Japanska elektronska kompanija osnovana u Kjotu.
Omron je osnovao Kazuma Tateiši (立石一真) 1933. Kompanija je inkorporirana 1948 godine. Osnovna delatnost kompanije je proizvodnja i prodaja komponenti i opreme za automatizaciju, ali je prvenstveno poznata po medicinskoj instrumentaciji, kao što su digitalni toplomeri, digitalni samo-merači krvnog pritiska, inhalatori itd.